# Mise en réserves des Kanaks
| \| Vanuatu Nouméa Mont Panié Mont Humboldt Grande Terre Île Hunter Île Matthew Île Walpole Île des Pins Maré Tiga Lifou Ouvéa Beautemps-Beaupré Récifs de l'Astrolabe Bélep Récifs d'Entrecasteaux Île Surprise Île Fabre Récif Pétrie Île Huon Île Renard Île Bampton Îlots Avon Îlots du Mouillage Caye de l'Observatoire \| Au début du XXe siècle, les Kanaks sont refoulés dans des réserves qui n'occupent que 8 % de la Grande Terre. · Seules les îles Loyauté, à l'est (Maré, Tiga, Lifou et Ouvéa), sont des réserves intégrales. |
| Vanuatu Nouméa Mont Panié Mont Humboldt Grande Terre Île Hunter Île Matthew Île Walpole Île des Pins Maré Tiga Lifou Ouvéa Beautemps-Beaupré Récifs de l'Astrolabe Bélep Récifs d'Entrecasteaux Île Surprise Île Fabre Récif Pétrie Île Huon Île Renard Île Bampton Îlots Avon Îlots du Mouillage Caye de l'Observatoire |

La mise en réserves des Kanaks est une forme de ségrégation spatiale et d'enfermement de la population autochtone de Nouvelle-Calédonie au sein de zones délimitées par le pouvoir colonial français dès la deuxième moitié du XIXe siècle, jusqu'en 1946. Durant cette période, les spoliations foncières se sont étendues sur des parties toujours plus grandes du territoire néo-calédonien. 
Les réserves pour Kanaks ont été rapprochées de celles où des Autochtones d'Amérique ont été cantonnés aux États-Unis et au Canada,.

## Contexte de l'Empire colonial français
La mise en réserves de populations indigènes ne correspond pas aux pratiques coloniales françaises habituelles. La France était critique à l'égard des réserves pour autochtones aux États-Unis et en Australie, qu'elle présentait comme une manifestation de tyrannie. Ce sont des circonstances locales, liées au besoin de terres, qui ont conduit à l'adoption de cette politique française. La représentation coloniale de Kanaks « primitifs », qui seraient trop éloignés de la « civilisation », inassimilables, a contribué à justifier la séparation des populations kanakes et françaises imposée en Nouvelle-Calédonie.

## Formation des réserves en 1867-1868
L'objectif de l'administration est de peupler la colonie de Français, notamment de détenus qui auraient été « régénérés » par des années de travail dans le bagne de Nouvelle-Calédonie. Des terres, appelées concessions, sont octroyées aux bagnards parvenus au terme de leur peine ; dès 1878, elles sont  attribuées également à ceux qui étaient en cours de peine. L'administration favorise aussi la colonisation libre (par des colons qui ne sont pas des bagnards).
Le gouverneur de Nouvelle-Calédonie Guillain adopte la politique qui s'accorde avec la mission qui lui est confiée, d'encourager le peuplement français. Dans une première étape, en  décembre 1867 il constitue une liste de "tribus" kanakes, terme aujourd'hui contesté ; ainsi, pour le géographe Saussol, la "tribu" définie ou imaginée par le gouverneur n'est qu'une "fiction".
En janvier 1868, Guillain crée des « réserves tribales », par lesquelles les dites tribus sont rattachées à tel ou tel territoire. Cependant « le gouverneur se garde la possibilité de réduire "en cas de nécessité" les terrains concédés aux indigènes ». Selon l'historienne Isabelle Merle, les réserves ne sont pas conçues en 1868 dans le but de protéger les Kanaks, mais pour encourager l'occupation de terres : «l’enjeu essentiel, pour l’administration de Guillain, consiste surtout à dégager de nouveaux terrains pour la colonisation en repoussant les Kanak sur des zones délimitées qui pourront toujours être réduites "en cas de nécessité" »..

## Statut juridique
Si les Français peuvent accéder à la propriété privée, les Kanaks se voient attribuer la propriété collective inaliénable des réserves. L'administration coloniale prêtait aux populations mélanésiennes un fonctionnement collectiviste, à tort ; les Kanaks, en réalité, connaissaient la propriété privée,. Selon l'analyse d'Isabelle Merle, «la réserve est pensée comme un espace placé hors des transactions monétaires, hors de l’économie coloniale ; espace sur lequel les Kanak vivront dans leurs coutumes traditionnelles sous l’emprise directe des seuls missionnaires».

## Enfermement des Kanaks
Les Kanaks se voient interdire la circulation hors de ces zones, sauf exception, comme lors de la quinzaine de jours par an où ils doivent s'acquitter d'un travail obligatoire en vue de payer l'impôt de capitation.
Mis en réserves, les Kanaks sont en outre placés sous l'autorité de «chefs de tribus» censés jouer un rôle coutumier de représentants du groupe, et servant d'intermédiaires entre le pouvoir français et les populations kanakes. Or selon l'anthropologue Michel Naepels, traditionnellement « les chefs de village ne pouvaient en aucun cas parler au nom de tous ». L'administration coloniale attribue un pouvoir exorbitant à ces chefs, puisqu'ils se voient attribuer la fonction de désigner les personnes chargées du travail obligatoire et qu'ils ont donc toute latitude d'exercer des vengeances ou de favoriser leurs alliés.

## Délimitations des réserves
Il a fallu attendre plusieurs années pour que des délimitations des zones, exhaustives et officielles, soient effectuées par l'administration française. Dans cet intervalle un certain désordre a prévalu, ce qui a conduit d'après les spécialistes à des accaparements de terres de la part des colons et à la révolte kanake de 1878.
Ainsi en 1871, dans l'attente de délimitations complètes des réserves, le gouverneur Gaultier de la Richerie promulgue un "Permis d'occupation" des terrains domaniaux pour favoriser la colonisation, mais des colons en profitent pour occuper indûment des terres couvertes en principe par le statut de "propriété collective inaliénable" des Kanaks.
Une première délimitation a lieu en 1876. Le pouvoir colonial accorde aux Kanaks ce qu'il considère comme étant leurs terres cultivées, et garde le reste. Toutefois selon l'anthropologue Michel Naepels, « le modèle horticole kanak repose sur un système de jachères à rotation très longue (vingt ans), qui mobilise des étendues bien plus vastes. Ces territoires étant jugés inoccupés, les Kanaks ne font l'objet d'aucune compensation financière ou matérielle ». L'impossibilité de pratiquer la jachère et la faible fertilité des sols qui leur étaient alloués ont obligé les kanaks à transformer leurs techniques horticoles.
La grande révolte de 1878 s'explique dans une large mesure par le rétrécissement de l'espace dont disposent les Kanaks.

## Le grand cantonnement en 1897
Paul Feillet gouverneur entre 1894-1902 veut favoriser la colonisation rurale. Il s'empare des terres les plus fertiles des Kanaks pour les attribuer à de nouveaux colons paysans,. Ses entreprises sont facilitées par la diminution spectaculaire de la démographie kanake, diminution causée principalement par le choc bactériologique (de nouvelles maladies transmises par des Européens),. L'anthropologue Michel Naepels rappelle ainsi que «Feillet regroupe différents villages en déplaçant des populations, désaffecte des réserves, violant leur inaliénabilité».
"Par l'arrêté du 23 novembre 1897 l'administration s'octroie le droit de s'approprier des terres des tribus et d'opérer leur cantonnement en regroupant et déplaçant les populations. Certains groupes seront même déplacés plusieurs fois". 
La superficie des réserves au début du XXe siècle ne forme que 7 à 8% du territoire de  l'île principale de Nouvelle-Calédonie, la Grande Terre,. Seules les îles Loyauté (d'une superficie très inférieure) sont une réserve intégrale, c'est-à-dire que des colons ne peuvent pas s'y établir.

## Conséquences

### Conséquences économiques
Les réserves «insuffisantes en sols et en espace ont gêné l'extension des cultures commercialisables». La mise en réserves représente une «catastrophe économique» pour les Kanaks, dont l'activité principale est l'agriculture.
De plus les Kanaks sont tenus malgré eux hors de la modernité économique, sans échanges monétaires avec le reste du monde.

### Conséquences sociales
Le cantonnement a créé selon certains spécialistes de véritables ghettos, du fait de l'assignation à résidence, et de la séparation de certains groupes qui auparavant étaient en relations entre eux. Des zones ont été attribuées à des groupes qui n'y vivaient pas auparavant et des clans ennemis ont été obligés de cohabiter dans le même périmètre.
Les réserves ont provoqué des déséquilibres sociaux. Elles constituent, selon le géographe Alain Saussol, un «faux espace coutumier», les autorités mises en place par le pouvoir colonial ne reposant pas sur des coutumes réelles. Elles constituent aussi un espace non démocratique.
La ségrégation entre Kanaks et Européens était très prononcée, d'autant plus qu'un enfant issu d'une couple mixte ne pouvait être que européen ou kanak, sans moyen terme possible ; dans le premier cas, qui supposait une reconnaissance par le père européen, l'enfant était élevé parmi les Blancs ; dans le deuxième cas, il était relégué dans une réserve .
"L'isolement des Kanaks durera jusqu'à la seconde guerre mondiale et laissera une société coupée en deux entre les Européens et les Mélanésiens, coupure qui a laissé des séquelles jusqu'à nos jours".

### Conséquences culturelles
La terre a une dimension symbolique forte, en particulier pour les Kanaks, qui l'associent aux ancêtres et attribuent à certains lieux comme les sentiers ou les creux des rochers des significations spirituelles. Selon Pierre-Christophe Pantz la colonisation a déstructuré le territoire kanak, elle « lui a confisqué sa force vitale et a rompu les sentiers coutumiers entre les différents clans. »

## Fin de l'enfermement dans les réserves en 1946
En 1946, conformément à l'esprit du discours de Brazzaville (1944), par lequel de De Gaulle s'engageait à accorder l'autonomie aux colonies françaises, la mise en réserves des Kanaks prend fin de manière officielle. Les Kanaks peuvent depuis quitter les réserves, qui conservent le statut de propriétés collectives inaliénables, et qui sont agrandies. D'autres formes de discrimination à leur encontre sont également abolies, comme l'obligation d'effectuer des journées de prestation, ou de payer l'impôt de capitation.